# Pochazoides bipunctata
Pochazoides bipunctata är en insektsart som beskrevs av Melichar 1898. Pochazoides bipunctata ingår i släktet Pochazoides och familjen Ricaniidae. Inga underarter finns listade i Catalogue of Life.